# 챗룰렛
챗룰렛(Chatroulette)은 전 세계 규모의 익명 랜덤 채팅 서비스이다.

## 역사
러시아 모스크바에 사는 열 일곱 살의 고등학생인 안드레이 테르노프스키가 스카이프에 영감을 받아 제작했다.

## 같이 보기
- 오메글